# Eria ramulosa
Eria ramulosa är en orkidéart som beskrevs av Henry Nicholas Ridley. Eria ramulosa ingår i släktet Eria och familjen orkidéer. Inga underarter finns listade i Catalogue of Life.